# Fally Ipupa
 (janvier 2024).
Si vous disposez d'ouvrages ou d'articles de référence ou si vous connaissez des sites web de qualité traitant du thème abordé ici, merci de compléter l'article en donnant les références utiles à sa vérifiabilité et en les liant à la section « Notes et références ».
Fally Ipupa, né le 14 décembre 1977 à Kinshasa au Zaïre, est un auteur-compositeur-interprète, danseur et producteur congolais. Il est ambassadeur de l'UNICEF,.
Débutant dans le chant, dans divers petits groupes de rue, il se fait remarquer par Koffi Olomidé qui l'intègre à son groupe Quartier Latin, dans lequel il restera 7 ans et participera à 6 albums. En 2006, il signe chez Obouo Music et fait paraître son premier album Droit Chemin.

## Histoire
Déjà titulaire de succès internationaux avec des chansons world telles que Chaise électrique avec Olivia, Sexy Dance avec Krys et Sweet Life, il confirme sa popularité avec son single Original sortie le 5 mai 2014 qui atteint actuellement plus de 35 millions de vues mais aussi avec Eloko Oyo atteignant plus de 70 millions de vues. C'est le premier artiste congolais chantant en lingala à atteindre ce nombre de vues.
En 2020, il fait partie des 50 Africains les plus influents dans le classement publié par Jeune Afrique.
Son septième album solo et dernier album à ce jour, Formule 7, est sorti le 16 décembre 2022 avec des titres tels que Bloqué, Science-Fiction, Se Yo, Garde du cœur en featuring avec Charlotte Dipanda, et autres.

## Biographie

### Jeunesse (1977-1998)

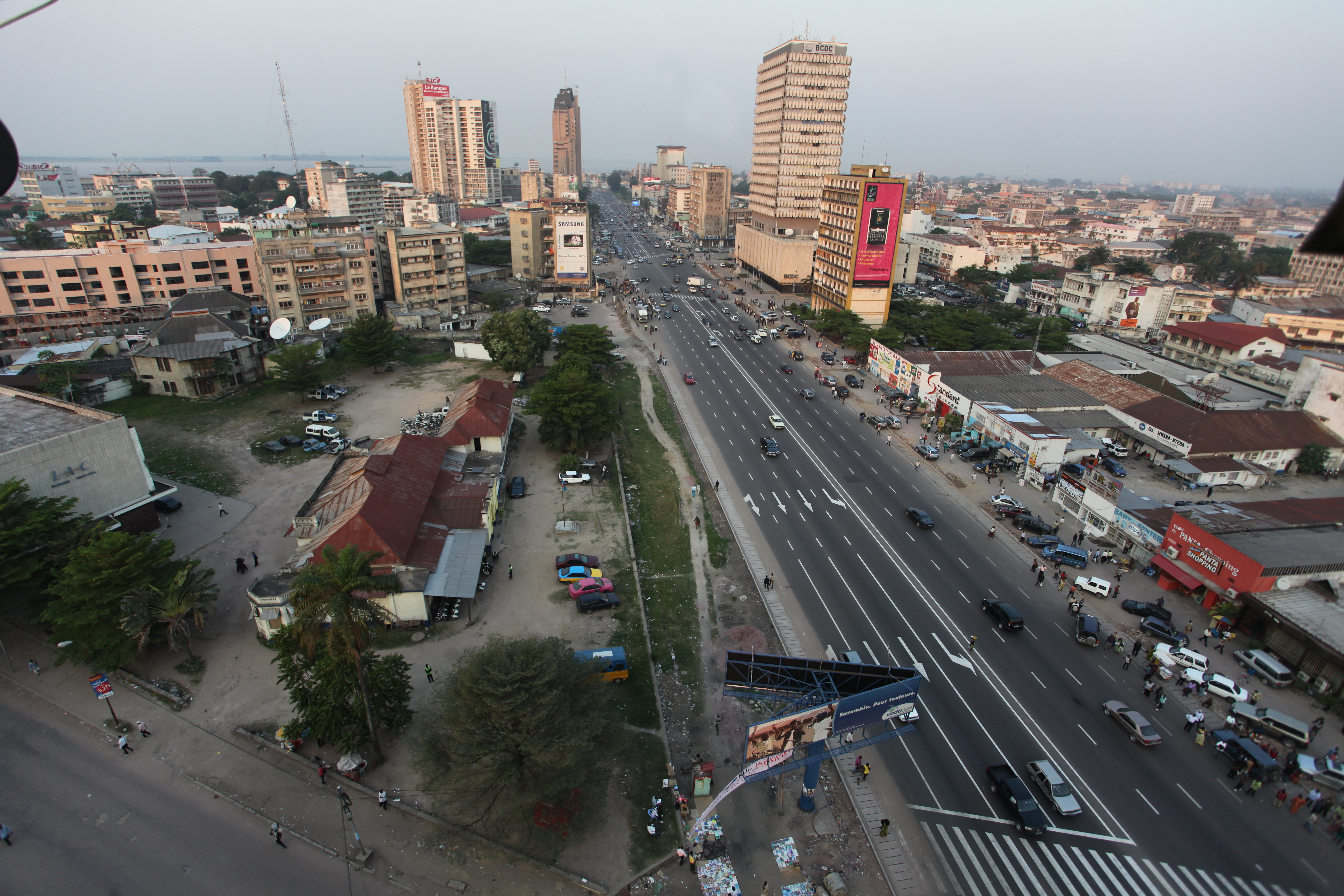
Kinshasa, ville dans laquelle Fally Ipupa a grandi.

Fally Ipupa Nsimba est né le 14 décembre 1977 à Kinshasa au Zaïre (aujourd’hui République démocratique du Congo), de Monique Bolutuli Mbo et de Faustin Ebombo Ipupa. Fally a un frère, Boni, et deux sœurs, Tyna et Niclette. Il grandit à Bandal, commune rythmée par les boîtes de nuit, bars et terrasses, étant aussi le siège du mythique groupe Wenge Musica qui donnera l'envie à Fally de devenir plus tard musicien professionnel.
Ayant été élevé dans une famille catholique, il commence à chanter dans la chorale de l'église. Durant son enfance, Fally Ipupa était extrêmement timide en raison de son bégaiement et zézaiement, ce qui peut toujours s'entendre dans certaines de ses chansons.

## Carrière

### Talent Latent (1998-1999)
(janvier 2024).
- Si vous ne connaissez pas le sujet, laissez ce bandeau (vous pouvez alors contacter les auteurs).
- Si vous supprimez le contenu mis en cause (vous pouvez préalablement contacter les auteurs),

argumentez précisément cette suppression dans la page de discussion
(un manque de référence n'est pas un argument ; une recherche réelle de référence doit avoir été effectuée, être formellement documentée).
En 1998, il rejoint le groupe, créé par Mosain Malanda et Faustin Djata qui n'étaient pas des musiciens. Il devient chef d'orchestre du groupe, malgré la présence d'Éric Tutsi, qui, coïncidence, se retrouvent quelques années plus tard ensemble au sein de l'orchestre Quartier Latin de Koffi Olomidé. Dans ce groupe Talent Latent, il est aussi accompagné de ses amis d'enfance comme Atele Kunianga, Pitshou Luzolo, ainsi que les atalakus : Gentamicine Lissimo, en provenance de l'Anti-Choc, et défunt Cellulaire Yankobo (sont les futurs dans le Wenge BCBG de JB Mpiana). Au fil du temps, après avoir obtenu le Diplôme d'État (équivalent du Baccalauréat français), il abandonnera complètement l'école pour se concentrer sur la musique.
Au début de 1999, le groupe sort un album nommé A l’œuvre on connaît l'artiste, enregistrée en 1998, et obtient quelques apparitions sur la chaîne nationale congolaise RTNC où il signe et interprète la chanson Courte joie.
Il est tout de même motivé pour sortir un 2e album avec le groupe. Mais de l'autre coté au sein du Quartier Latin de Koffi Olomidé plusieurs musiciens quittent l'orchestre pour aller créer le Quartier Latin Académia à Paris (qui sera dirigé par Sam Tshintu, Modogo Abarambwa, Bouro Mpela, Somono Dolce Parabolique, Mbochi Bola, Lebou Kabuya et Pathy Bass). Faustin Djata, qui était aussi un membre du personnel à proximité du groupe de Koffi, décide de présenter Fally à Koffi Olomidé, ce dernier à la recherche de nouveaux membres pour son orchestre. Koffi Olomidé agreablement surpris et tres admiratif du talent de Fally donnera une bonne somme d'argent à Faustin Djatta pour recuperer Fally et l'integrer dans son orchestre ce qui lui vaudra le surnom d'« Anelka » et du « transfert le plus cher », en référence à Nicolas Anelka qui était impliqué dans un gros transfert à l'époque de 220 Millions de francs (34 millions d'euros).

### Quartier Latin International (1999-2006)
(janvier 2024).
- Si vous ne connaissez pas le sujet, laissez ce bandeau (vous pouvez alors contacter les auteurs).
- Si vous supprimez le contenu mis en cause (vous pouvez préalablement contacter les auteurs),

argumentez précisément cette suppression dans la page de discussion
(un manque de référence n'est pas un argument ; une recherche réelle de référence doit avoir été effectuée, être formellement documentée).
Fally Ipupa intègre l'orchestre en mai 1999, cette rencontre clé scelle le début d'une ascension musicale fulgurante avec son nouveau patron Koffi Olomidé. Lors de son test, il impressionne tellement avec sa voix et ses pas de danses qu'il sera intégré directement et que les administrateurs du groupe, sur demande du patron, lui feront une demande de passeport auprès des autorités afin qu'il puisse voyager avec le groupe pour le concert à Bercy. Quelque temps après, Koffi sort un VHS annonçant son concert à Bercy avec la participation de son orchestre et Fally est, de loin, le nouveau membre qui impressionne tous les fans basés en Europe. Avant ce concert, il participe lourdement sur l'album solo Attentat, de Koffi, enregistré en Afrique du Sud, on entend sa voix sur les chansons : Victoire, Malanda-Ngombé, Number One, Nul n'est parfait, Caméléon, et Kamutshima. Il est celui auquel on entendra le plus la voix dans cet album, ce qui est un signe de l'immense foi et de l'espérance que Koffi a envers lui.
Puis vient le 19 février 2000 le concert de Koffi Olomidé à Bercy. Durant le concert, il est celui qui obtient le meilleur accueil et Koffi le présente même en le laissant exécuter des pas de danses solo et avec beaucoup plus d'honneur que le reste des chanteurs.
Après Attentat et Bercy, Koffi lance l'enregistrement de l'album du groupe Force de Frappe comprenant 12 titres où Fally signe la chanson Éternellement, un morceau qu'il avait écrit lorsqu'il avait 15 ans et qu'il composera avec Willy Bula, cette chanson confirmera sa popularité et son statut d'étoile principale du groupe.
Il tourne partout avec Mopao Mokonzi, et quand ce dernier décidera d'enregistrer un album solo intitulé Effrakata, en 2001, son traitement de faveur envers Fally sera plus spécial, outre sa voix sur 11 chansons, ils chanteront ensemble la chanson Effervescent et auront la même tenue dans le clip de la chanson. En plus de cela, Mopao le place « chef d'orchestre » avec le soliste Felly Tyson.
En 2003, il signe la chanson Ko Ko Ko Ko dans le double album du groupe Affaire d'État et obtient aussi la version instrumentale de sa chanson sur le CD 2.
En 2004, Koffi Olomidé sort un album solo nommé Monde Arabe où il est le seul chanteur à placer un vocal dans l'album Eputsha.
Entre 2005 et 2006, il participe à la préparation du prochain album du groupe intitulé Danger de Mort tout en ayant pour projet de réaliser son premier album studio. Dans un premier temps, il garde ce projet privé mais il décide finalement de l'annoncer à Koffi et au groupe, idée que Koffi refuse au départ. Très peu de musiciens de l'orchestre sont d'accord et encore moins d'y participer (ceux qui étaient d'accord ont participé à l'album de Fally). S'ensuivent des négociations privées avec des personnes influentes du Quartier Latin et le camp de Fally qui lui conseille de quitter le groupe si Koffi ne lui donne pas l'autorisation de pouvoir sortir son album.
Ayant écrit et composé suffisamment de titres (Associé, Liputa, Attente, Orgasy, Pharmacien) pour constituer son premier album et placer simultanément un titre dans l'album du groupe, il décide au départ de placer Associé dans l'album du groupe mais se rétracte et la conserve pour son premier album solo et la remplace par Pharmacien.
Dans une interview avec Naty Lokolé, il annonce publiquement qu'il travaille sur son premier album solo intitulé Droit Chemin.

### Succès en solo avecDroit Chemin(2006-2007)
(janvier 2024).
- Si vous ne connaissez pas le sujet, laissez ce bandeau (vous pouvez alors contacter les auteurs).
- Si vous supprimez le contenu mis en cause (vous pouvez préalablement contacter les auteurs),

argumentez précisément cette suppression dans la page de discussion
(un manque de référence n'est pas un argument ; une recherche réelle de référence doit avoir été effectuée, être formellement documentée).
Tout en étant dans l'orchestre Quartier Latin, il signe chez Obouo Music, label du jeune ivoirien David Monsoh (connu pour avoir produit des stars telles que son mentor Koffi Olomidé, Molare ou encore Lino Versace). Ce dernier étant en conflit avec Koffi sur une "polémique politique", Koffi n'a aucun contrôle sur l'album de Fally et n'y participe pas. Beaucoup de personnes, dont des musiciens du Quartier Latin, essaient de convaincre Fally d'abandonner ce projet puisque, à cette époque, seuls les grands leaders obtiennent un grand succès avec leurs albums et que son album risquerait de passer inaperçu, mais étant une personne "positivement têtue" et très confiant, il ignore ce scepticisme et va de l'avant.
Il entre aussitôt en studio avec quelques musiciens du Quartier Latin et l'arrangeur Maika Munan et enregistre 15 chansons mais seulement 12 seront mises sur l'album.
Tout en préparant son album, il jongle aussi avec les travaux de l'album du groupe Danger de mort.
Commercialisé le 10 juin 2006, l'album Droit Chemin, fait l'unanimité dès sa sortie et connait un succès fulgurant quelques mois après sa sortie dans toute l'Afrique. Il vaudra à son auteur le prix de Meilleur interprète masculin de l'année lors de l'édition 2007 des Césaires de la Musique et un disque d'or, avec plus de 85 000 exemplaires vendus. Avec le succès du disque engendré, il quitte le groupe Quartier Latin et entame sa carrière solo.
Le 7 avril 2007, il est le premier artiste congolais de sa génération à se produire à l'Olympia de Paris à guichets fermés.
En 2007 Droit Chemin est l'album le plus vendu de Fally Ipupa en France avec plus de 100 000 exemplaires vendus et est certifié disque d'or[réf. nécessaire].

### Arsenal de Belles MélodiesetPower "Kosa Leka"(2008-2014)

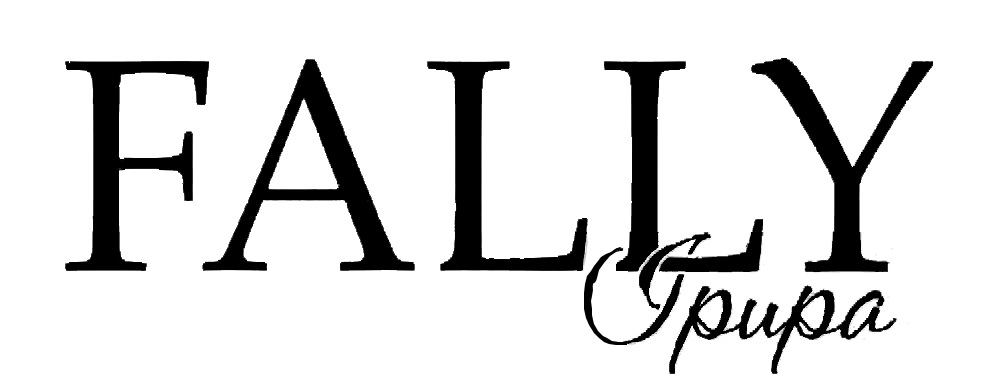
Logo de Fally Ipupa en 2009 utilisé lors de la sortie de Arsenal de Belles Mélodies et Power "Kosa Leka"

La même année, il commence les travaux d'écriture de son 2e album, tout d'abord sans titre, mais qu'il intitulera plus tard Arsenal de Belles Mélodies. Au début, il présente la chanson phare de son futur album, nommée Cadenas, dans le concert au Grand hôtel de Kinshasa et interprète aussi un extrait de cette dernière dans son concert à l'Olympia de Paris. Il entre en studio, à partir de 2008. L'album est enregistré à Paris, dans le même studio que son précédent album et est produit toujours par le même producteur. Arsenal de Belles Mélodies, parfois abrégé en A2BM, sort le 25 juin 2009 en France sur le même label et est distribué par Because Music. A2BM contient 16 pistes dont 2 featurings, notamment avec la chanteuse américaine Olivia, sur Chaise Électrique et le rappeur antillais Krys, pour la 2e fois après Droit Chemin (Remix), sur Sexy Dance. L'album se vend à 40 000 exemplaires en moins d'un mois.
Plusieurs années après la sortie, l'album reste positionné dans le hit parade congolais.
Il est invité, le 10 octobre 2009, au MTV Africa Music Awards à Nairobi pour une prestation,. L'artiste livre un concert au Zénith de Paris le 2 janvier 2010.
Il récidive, avec un nouveau concert au Zénith de Paris, premièrement prévu le 1er janvier 2011, mais reporté au 12 mars 2011.
Il participe à la Nuit Africaine, le 11 juin 2011 au Stade de France avec d'autres stars africaines comme Meiway, Werrason, Jessy Matador, Magic System et Mokobe.
Il participe à Un geste pour Haïti et à Faites passer le message.
Le 14 décembre 2012, jour de son anniversaire, il sort un single intitulé Sweet Life "La vie est belle" qui est le premier extrait de son futur troisième album.
Et se nommé, Power "Kosa Leka", sort finalement le 4 avril 2013 qui sort simultanément en version physique et en version numérique. Le clip officiel de la chanson Ndoki, issue de cet album, compte plus de 150 000 vues sur YouTube en moins d'une semaine.
Une semaine après la sortie de cet album, il signe un contrat de 3 albums world avec le label AZ, filiale du label Capitol, elle-même étant détenu par Universal Music Group.
Le 14 mai 2013, lors de la 1er édition des Trace Urban Music Awards, Fally Ipupa est sacré « Meilleur artiste - Musiques africaines ». Il participe aux MTV Africa All Stars avec de nombreux artistes tels que Snoop Dogg, 2Face Idibia, Flavour et bien d'autres devant plus de 15 000 spectateurs le 18 mai 2013 au Stade Moses-Mabhida à Durban.
Avec 18 autres artistes, venus de 11 pays différents, il participe au projet "Do Agric. L'agriculture, ça paye" en faveur de l'investissement agricole.
Le 23 juin 2013, il sort le single Kitoko en featuring avec Youssoupha, fils de Tabu Ley Rochereau, le clip sort en septembre  sur sa chaine Vevo. Ce titre devait figurer aussi sur l'album international mais sera finalement considérer comme un simple single.
En mars 2014, il est classé par le Huffington Post comme étant le 6e artiste africain le plus riche.
Le 5 mai 2014 sort le clip de son nouveau titre Original. Dans le clip, on peut voir les chanteuses de zouk Lynnsha et Fanny J et le basketteur du Thunder d'Oklahoma City, Serge Ibaka, danser sur la chanson. Fally intitule ce titre comme un bonus de son album Power "Kosa Leka".
Après sa victoire aux Afrimma à Dallas, dans la catégorie Meilleur artiste d'Afrique centrale en juillet 2014, Fally Ipupa se rend à Washington dans le cadre du sommet États-Unis-Afrique, rassemblement pour lequel Barack Obama a invité 47 dirigeants africains en la période du 4 au 6 août 2014. Selon la Maison-Blanche, cette rencontre a pour but de renforcer les liens États-Unis-Afrique car ce continent, longtemps mis à l'écart, se dynamise de plus en plus. Parmi une dizaine d'artistes africains qui y sont présents, il fait de nouveau la fierté de l'Afrique centrale, car il est le seul artiste du centre d'Afrique à y être convié.

### Libre Parcoursde F'Victeam (2014-2015)

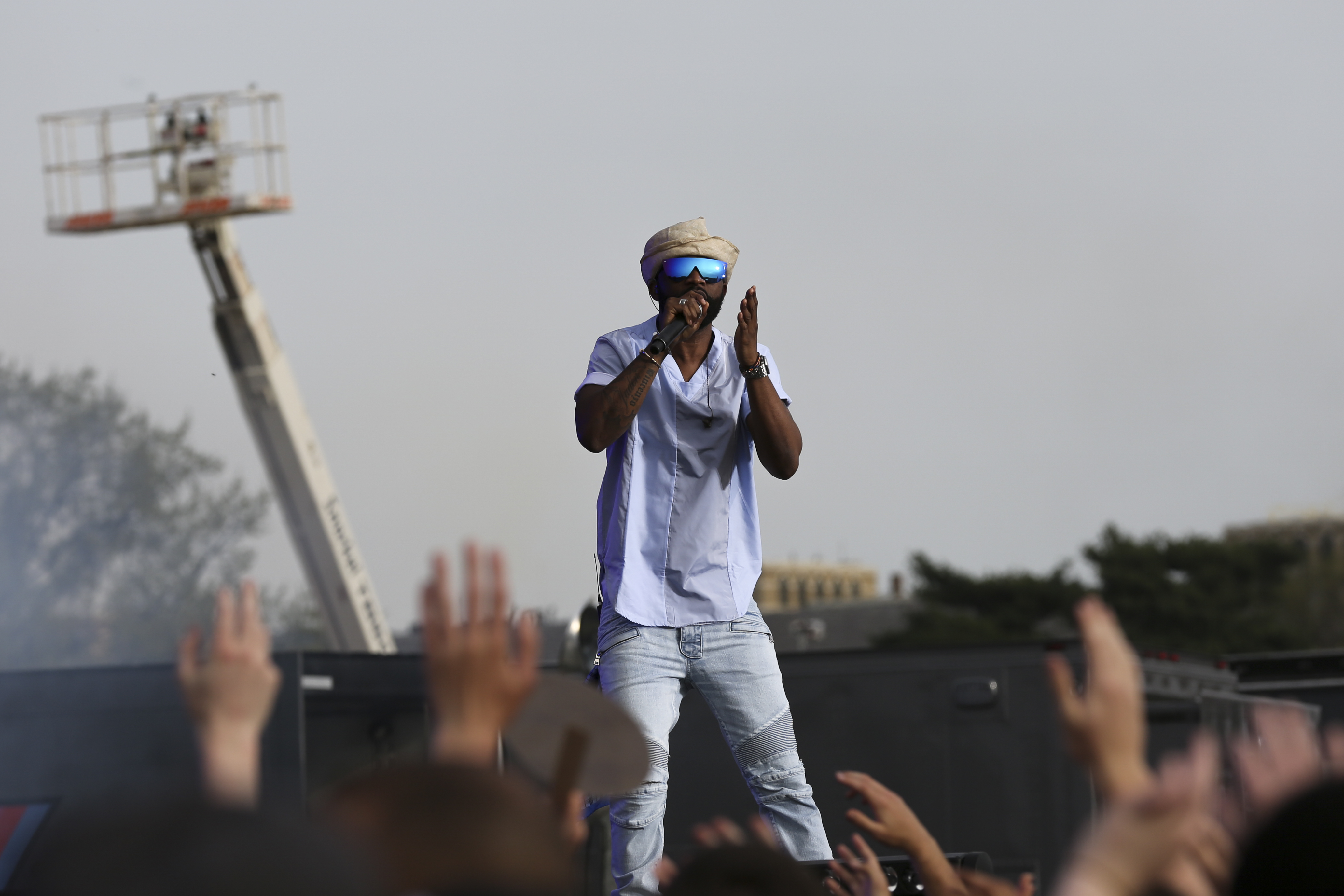
Fally Ipupa au Global Citizen Earth Day 2015.

Créé en 2006, principalement pour l'accompagner lors de ses concerts, F'Victeam (Family Victory Team) est à la fois un groupe d'accompagnement, un label et un collectif. F'Victeam est, de base, un groupe de musiciens accompagnant Fally lors de la réalisation de ses albums et de ses concerts en tant qu'instrumentistes (guitaristes, percussionnistes, batteurs, claviéristes, chanteurs et animateurs). Chacun à son rôle au sein de l'album, les chanteurs obtiennent quelques vocales en solo dans certaines chansons ou une chanson interprétée partiellement par eux à tour de rôle comme dans Lourdes ou Skype.
Dans le courant de l'année 2014, quelques mois après la sortie d'Original, Fally Ipupa annonce qu'il va produire l'album des membres de son groupe d'accompagnement sous son propre label F'Victeam Entertainment. En octobre, il publie la pochette de l'album sur sa page officielle Facebook, avec quelques vidéos sur Instagram des séances d'enregistrement puis annonce que l'album sera disponible fin 2014 - début 2015. Fally Ipupa précise bien que Libre Parcours n'est pas son 4e album, mais celui de son groupe F'Victeam, qu'il en est seulement le producteur et qu'il participe à quelques chansons en tant que featuring. Libre Parcours, sort comme prévu le 10 mars 2015 à Paris, le 13 mars à Kinshasa et le 22 mars au Royaume-Uni. Il contient 20 titres répartis sur 2 CD dont 7 titres en featuring avec Fally, un avec Shella Mputu (ex-chanteur du Quartier Latin) et un autre avec Christy Lova, la fille de Ntesa Dalienst (un ancien chanteur de Grands Maquisards et TP OK Jazz de Franco Luambo Makiadi, décédé en 1996). L'album se vend à près de 15 000 exemplaires en une semaine dont 5 000 le jour de la sortie.
Le 24 mars 2015, Fally Ipupa devient « ambassadeur » de la marque Airtel dans sa filiale de la RDC pour une durée de 3 ans. Cet engagement a pour but que les jeunes Congolais, intéressés par la musique, puissent s'inspirer de Dicap en tant qu'exemple de « modèle de réussite ».
Le 18 avril 2015, il est invité à Washington par la Banque mondiale au Global Citizen Earth Day en tant que Special Guest et livre un concert sur le National Mall devant plus de 250 000 personnes,. Cet événement a pour but de mettre fin à l'extrême pauvreté dans le monde et aussi de pouvoir trouver des solutions pour résoudre le changement climatique. Après son séjour aux États-Unis, il participe à la 8e édition du Festival des musiques urbaines d'Anoumabo (FEMUA) à Abidjan en Côte d'Ivoire organisé par le groupe ivoirien Magic System le 25 avril sur la grande scène d'Anoumabo et le 26 avril sur la scène du complexe sportif de Koumassi. Durant sa prestation à Koumassi, il recevra le Prix spécial de l’intégration africaine remis par le ministère de l'intégration africaine et des ivoiriens de l’extérieur.
Il est convié, le 28 juin, à la cérémonie des BET Awards en étant nommé dans la catégorie Best International Act : Africa. Il réalise une performance au Grammy Museum de Los Angeles en y interprétant les titres Sweet Life, Original, Libre Parcours #2.
Il effectue quelques répétitions à Paris en juillet 2015 avec son groupe F'Victeam en vue de préparer leur tournée aux États-Unis. La tournée se déroule entre le 8 août et le 6 septembre dans les villes de Dallas, Houston, Portland, Atlanta, Minneapolis, Washington D.C. et New York.

### TokooosetControl(2016-2019)
À la suite de sa signature avec le label AZ en 2013 et de la sortie de l'album de son groupe d'accompagnement entre-temps, il commence l'enregistrement de son premier album international et dévoile en octobre 2015, sur Instagram, que l'artiste nigérian Wizkid et lui-même seront en featuring pour son futur album.
Il est membre du jury de l'émission L'Afrique a un incroyable talent lors de ses 2 premières saisons (2016-2017).
En mars 2016, il publie sur Youtube, l'hymne de Coca-Cola, chanté par lui-même en vue de la campagne de Coca Cola en RDC. Et le mois suivant, il participe au premier album du rappeur français MHD sur le titre Ma vie.
Le 25 juin 2016, Julien Creuzard, directeur général du label AZ, qui a signé Fally sur ce label, quitte Universal Music France pour créer et présider le label Elektra France avec le groupe Warner Music France. Par conséquent, Fally est désormais affilié à la major Warner et non plus à Universal.
En novembre 2016, il organise une tournée américaine avec son orchestre F'Victeam dans les villes de Washington D.C., New York, et Atlanta, ville dans laquelle il sera reçu par le joueur de basket-ball Dikembe Mutombo. Il est également reçu à domicile par le rappeur américain R. Kelly avec qui ils annoncent un featuring.
Fin novembre, une collaboration est annoncée avec Booba, ce dernier lâche un extrait sur sa page Instagram et des extraits du tournage du clip sont mis en ligne.
Leur collaboration sort le 7 décembre, c'est le premier single de l'album et il est intitulé Kiname (contraction de Kinshasa et Paname). Le clip est disponible le 14 décembre à l'occasion de son anniversaire. Il est certifié single d'or le 16 mai 2017 par le SNEP.
S'ensuivent les singles Eloko Oyo le 7 avril 2017, une chanson traditionnelle de l'ethnie Mongo reprise premièrement par Mimi Mongo ensuite par Mabele Elisi, Bad Boy en featuring avec Aya Nakamura le 26 juin 2017 et Jeudi soir le 26 juin 2017 contenant un sample d'une guitare jouée par Simaro Lutumba dans la chanson Faute ya Commerçant en 1983.
Après avoir produit Libre Parcours, le premier album de son orchestre d'accompagnement, il produit cette fois-ci To Dondwa (Régnons) le premier single du collectif F'Victeam composé de Shesko L’émeraude, Christy Lova, Anita Mwarabu, Dj Master Virus et Boogy Black, tous étant signé sur son label F'Victeam. Le single sort le 24 juin 2017.
Entre-temps, le 22 juin 2017, Fally devait se produire à La Cigale pour présenter son premier et nouvel album international mais le concert est annulé par la Préfecture de police de Paris qui craignait des « troubles graves à l’ordre public » dus aux menaces des Combattants (un groupe d'opposants au président congolais Joseph Kabila reprochant aux artistes congolais de soutenir ce dernier), comme son compatriote, Héritier Watanabe, qui devait jouer à l'Olympia de Paris le mois suivant. Les recettes entières du concert devaient être reversés à l'Unicef pour lutter contre la malnutrition chronique des enfants en Afrique.
Tokooos sort le 7 juillet 2017 sous le label Elektra France (groupe Warner Music France). Tokooos est le quatrième album de Fally et le premier dans le monde de la musique urbaine. L'album se compose de 18 pistes avec une gamme de styles très variée allant du R&B à l'afropop en passant par la rumba et le rap. Pour ce premier projet très ouvert, il invite des chanteurs de tout horizon comme les rappeurs français Booba, MHD, Keblack, Naza, le chanteur nigérian Wizkid, les chanteuses Shay et Aya Nakamura et le chanteur américain R. Kelly. Il explique lors de nombreuses interviews notamment sur la chaîne France 24 et les journaux Le Monde et Paris Match que cet album est pour lui une occasion de s'ouvrir plus au monde et de conquérir le marché du disque français tout en y présentant la culture congolaise au monde entier,. Toujours dans le cadre de la promotion de Tokooos, il est invité dans l'émission urbaine Planète Rap de Fred Musa sur Skyrock du 10 au 14 juillet.
Deux tournées de présentation de l'album sont organisées et ont pour nom Tokooos Tour. La première partie a lieu du 2 septembre 2017 à Lomé et se termine le 19 février 2018 à Los Angeles avec des concerts et showcases donnés dans des villes tels que Nairobi, Lyon, Bordeaux, Francfort, Johannesbourg, Kinshasa, Brazzaville, Abidjan, Luanda. La deuxième partie est lancée en mars 2018 avec une série de concerts et showcases dans plusieurs pays du monde comme l'Espagne, la France, le Sénégal, le Congo Kinshasa, la Norvège, l'Italie, le Burkina Faso, le Cameroun, le Zimbabwe, la Zambie et le Botswana sur une durée 4 mois, tout en continuant la promotion de son album Tokooos, sorti en juillet 2017.
Enfin, il termine l'année en remportant le titre de Meilleur Artiste International de l’année aux votes Skyrock 2017 devant Eminem et Ed Sheeran.
L'album est officiellement certifié disque d'or en France le 10 octobre 2022 par le SNEP avec plus de 50.000 ventes en France. Fally Ipupa devient ainsi le premier artiste congolais basé à Kinshasa de l'histoire à décrocher un disque d'or certifié par Le SNEP; le premier artiste de l'Afrique Centrale en solo de l'histoire à décrocher un disque d'or certifié par le SNEP; "Tokooos" devient aussi le deuxième album d'un artiste ou groupe de l'Afrique Centrale à décrocher un disque d'or certifié par le SNEP après Bisso Na Bisso en 1999 avec l'album "Racines".
Enregistré simultanément à Tokooos depuis fin 2016 et préparant son retour à la rumba, il sort trois singles promotionnels de l'album : École (le 25 juillet 2018), Canne à sucre (le 31 août 2018) et Aime-moi (le 26 octobre 2018). Le 2 novembre 2018, il publie son cinquième album studio solo, Control. L'album est en majorité enregistré dans son propre studio, le Tokooos Studio et Studio Ndiaye de Kinshasa avec quelques retouches effectuées dans des studios parisiens. Il contient 31 chansons réparties sur 3 CD et se classe 10e des albums les plus téléchargés en France par le SNEP, un record pour un album rumba. Il présente son album sur le Journal Afrique de TV5 Monde une semaine après et annonce la présentation officielle à Kinshasa pour le 30 novembre 2018.
Comme chaque année depuis 2015, une tournée nommée "World Summer Tour 2019" est annoncée en avril 2019 organisé à travers le monde entre les États-Unis, l'Afrique du Sud, le Congo-Brazzaville, le Congo-Kinshasa et l'Australie.

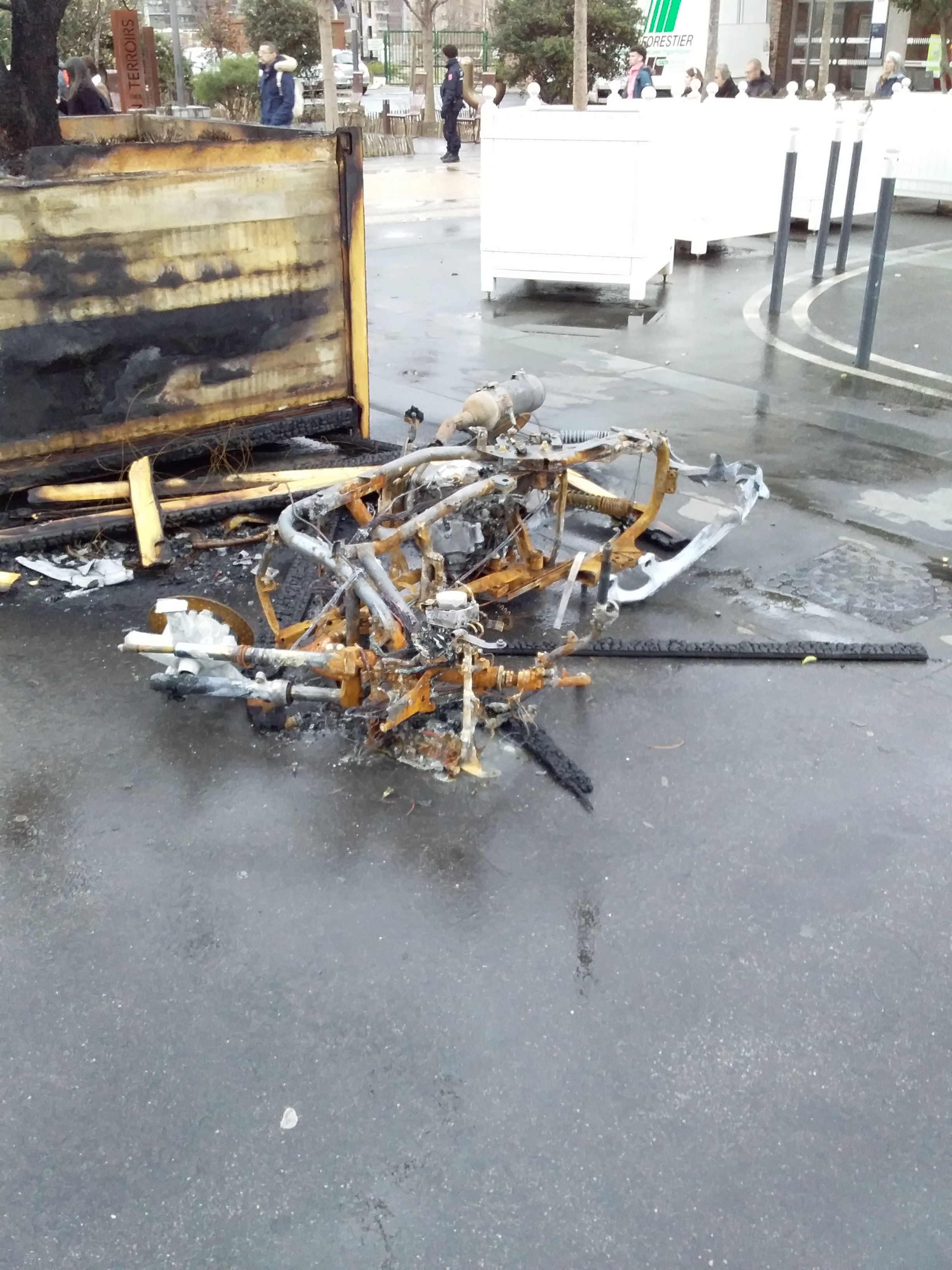
Moto brulée pendant le concert du 28 février 2020 devant la gare de Paris-Bercy.

Annoncé le 12 juin 2019, l'artiste se produit le 28 février 2020 à l'AccorHotels Arena (ex-Bercy) devant 20 000 spectateurs,. À la suite de l'annulation de plusieurs concerts congolais depuis près de dix ans sur le territoire français dû aux troubles graves à l'ordre public causé par les Combattants (un groupe d'opposants dénonçant les artistes congolais qui soutiennent selon eux le régime congolais en place), le Préfet de Paris Didier Lallement publie le 26 février 2020 un arrêté visant à interdire toutes manifestations aux abords de l'AccorHotels Arena ainsi qu'à établir un périmètre de sécurité autour de la salle. Quelques heures avant le début du concert, d'importants incidents et violences ont lieu aux abords de la gare de Lyon par les opposants accusant le chanteur de proximité avec le régime congolais,,. Malgré les menaces envers l'artiste et l’événement, le concert affiche complet le jour même,.
Le 10 mai 2023, l'album Tokooos est certifié disque de platine à l’export par le Centre National de la Musique (CNM) en France pour avoir vendu plus de 100 000 exemplaires hors de l'hexagone,,.
Les albums Tokooos et Control sont certifiés Disque de Diamant chacun, avec notamment pour l'album Tokooos, la chanson Bad Boy en featuring avec Aya Nakamura certifiée Single de Diamant. Quatre autres chansons (Eloko Oyo, Mannequin, Kiname, Juste Une Danse) certifiées Singles de Platine; (Na Lingui Yé, Tout Le Monde Danse, Posa) certifiées Singles d'Or par Africa Music Charts (AMC),,,.
Pour l'album Control, cinq Single de Platine (Maria PM, Aime-Moi, École, A Flyé, Canne à sucre) et 3 Singles d'Or (One Love, Roi Manitou, Humanisme)par Africa Music Charts (AMC) lors de la cérémonie des premières certifications musicales en Afrique francophone le 26 mai 2025, Fally Ipupa a décroché 39 certifications sur les 95 décernées,,,.

### Tokooos II et Tokooos II Gold(depuis 2020)
Préparé depuis 2019, il annonce le 23 novembre 2020 via un post Instagram la sortie de Tokooos II, son sixième album studio et le deuxième dans le monde de la musique urbaine. Le premier extrait Likolo en featuring avec Ninho sort le 27 novembre 2020.
La réédition de ce dernier sort le 25 février 2022 avec des collaborations avec des artistes comme Niska, Youssoupha, Youssou N'Dour... Les chansons Likolo en featuring avec Ninho et Amore sont certifiées Single d'Or Export chacune avec plus de 15 Millions équivalent streams hors de l'hexagone le 29 avril 2024 par le CNM (Centre National de la Musique),,.
La chanson Un Coup en featuring avec Dadju est certifiée Single d'Or Export avec plus de 15 Millions équivalent streams hors de l'hexagone le 22 mai 2025 par le CNM (Centre National de la Musique),.
L'album est certifié Double Disque de Diamant avec notamment la chanson Likolo en featuring avec Ninho certifiée Single de Diamant; les chansons Un Coup en featuring avec Dadju et Amore certifiées Singles 2x Platine par Africa Music Charts (AMC) lors de la cérémonie des premières certifications musicales en Afrique francophone le 26 mai 2025, pendant laquelle Fally Ipupa a ainsi décroché 39 certifications officielles,,,.

### Stade des Martyrs de la Pentecôte(juin 2016 - octobre 2022)
Pour célébrer ses dix ans de carrière, Fally Ipupa annonce le 29 février 2016 son concert au stade des Martyrs pour le 25 juin 2016, celui-ci ayant une capacité de 80 000 places assises. Après des mois de promotion, l'événement est annulé par les autorites municipales de la ville de Kinshasa pour les raisons des travaux de rénovation dans l'enceinte du stade.
Après son concert à l'Accor Arena le 28 février 2020, il annonce à nouveau un concert au stade des Martyrs pour le 18 avril 2020. Le concert sera cette fois-ci reporté pour cause de confinement et des conditions sanitaires liées au COVID-19,.
Le 1er mars 2022, il annonce sur les réseaux sociaux son concert pour le 29 octobre. Il entame une tournée mondiale du 4 juin au 3 octobre avec des concerts en Angola, en Allemagne, en Belgique, aux Pays-Bas en passant par le Congo Brazzaville avant de passer par le Canada et les États-Unis. Le 29 octobre il livre son concert devant plus de 120 000 personnes ayant fait le déplacement. Sur scène, il est accompagne de la chanteuse Charlotte Dipanda, ses anciens collègues du Quartier latin, Gaz Mawete ainsi que Awilo Longomba. Les producteurs Dany Synthé et Seysey ayant aussi fait le déplacement. Claudy Siar et Juliette Fievet lui remettent devant le public congolais, le disque d'or de son album Tokooos certifié en France le 10 octobre 2022 par le SNEP avec plus de 50 000 ventes.
Au moins onze personnes sont mortes le samedi 29 octobre, dans une bousculade lors du concert du chanteur Fally Ipupa dans le plus grand stade Kinshasa, selon le commissaire divisionnaire adjoint de la Police nationale congolaise (PNC) et chef de la Police.

### Formule 7 & Les Arenas(Décembre 2022 - Décembre 2024)
Fally Ipupa a annoncé ce 17 octobre 2022 sur le plateau de la chaine de télévision française France 24, la sortie de son 7e album solo intitulé Formule 7.
Le vendredi 16 décembre 2022, Fally Ipupa a sorti son album Formule 7, septième album de sa carrière. Cet album de rumba succède à son album urbain Tokooos II,. L’artiste a réalisé plus de 3 millions des streams sur Spotify en 24 heures avec son album Formule 7 et se plaçait à la tête des ventes sur iTunes France. L'album se classe 85e dans le classement SNEP des albums les plus vendus lors de sa première semaine d'exploitation,. L'album est certifié Disque d'Or Export le 29 avril 2024 par le CNM (Centre National de la Musique) pour plus de 50,000 ventes hors de la France,,.
L'album est certifié Double Disque de Diamant avec notamment la chanson Mayday certifiée Single 2x Platine; quatre autres chansons (Bloqué, SL, Afsana, Alliance) certifiées Singles de Platine; (Mal Accompagné, Science-Fiction, Se-Yo, Garde du Coeur) certifiées Singles d'Or par Africa Music Charts (AMC) lors de la cérémonie des premières certifications musicales en Afrique francophone le 26 mai 2025, Fally Ipupa a décroché 39 certifications sur les 95 décernées,,,.
Il entame une tournée mondiale intitulée "Formule World Tour" qui comprend trois grands concerts pour l'année 2023 notamment à Paris La Défense Arena (40,000 places); OVO Arena Wembley de Londres (12,500 places) et ING Arena de Bruxelles (15,000 places), ces trois grands concerts sont ainsi dénommés "Triple Arena" par les médias et mélomanes de la musique congolaise.
Le 25 novembre 2023, il devient ainsi le deuxième artiste africain de l'histoire après le nigerian Burna Boy à jouer à Paris La Défense Arena, mais le premier artiste africain francophone et le premier artiste africain à faire 40,000 places en ce lieu,,,.
Il continue en 2024 avec une tournée européenne dont les concerts à LDLC Arena de Lyon (16,000 places) le 06 juillet,, et à Arkea Arena de Bordeaux (11,300 places) le 13 juillet,.

## Discographie

### Albums solo
- 2006 : Droit Chemin
- 2009 : Arsenal de Belles Mélodies
- 2013 : Power "Kosa Leka"
- 2017 : Tokooos
- 2018 : Control
- 2020 : Tokooos II
- 2022 : Formule 7

### Singles
- 2007 : Droit Chemin (Remix) (feat. Krys)
- 2007 : Naza Cot'Oyo : (Spot Skol BraCongo)
- 2011 : French Kiss
- 2012 : Sweet Life "La vie est belle"
- 2012 : Power 001
- 2013 : Kitoko (feat. Youssoupha)
- 2014 : Original
- 2016 : Je savoure le moment (Spot Coca-Cola Afrique)
- 2016 : Kiname (feat. Booba)
- 2017 : Eloko Oyo
- 2017 : Bad Boy (feat. Aya Nakamura)
- 2017 : Jeudi Soir
- 2018 : École
- 2018 : Canne à sucre
- 2018 : Aime-moi
- 2019 : Ça bouge pas
- 2020 : Allô Téléphone
- 2020 : Message
- 2020 : Likolo (feat. Ninho)
- 2021 : Nzoto
- 2022 : 100
- 2022 : Bloqué
- 2022 : Science-fiction
- 2022 : Se Yo
- 2022 : Garde du coeur (feat. Charlotte Dipanda)
- 2022 : Par Terre - A COLORS SHOW
- 2023 : Nous 2
- 2024 : 207 (feat. René Soso Pembe)

### Albums avec Talent Latent
- 1998 : Face B : À l'œuvre on connait l'artiste

### Albums avec Koffi Olomidé & Quartier Latin International
- 1999 : Attentat
- 2000 : Force de Frappe
- 2001 : Effrakata
- 2003 : Affaire d'État
- 2004 : Monde Arabe
- 2006 : Danger de Mort

### Albums avec F’Victeam
- 2015 : Libre Parcours

### Apparitions
- 1998 : Fally Ipupa et Talent Latent - Courte (sur l'album A l’œuvre on connait l'artiste)
- 2000 : Fally Ipupa - Éternellement (sur l'album Force de Frappe)
- 2001 : Koffi Olomidé participation Fally Ipupa - Effervescent (sur l'album Effrakata)
- 2002 : Titina Al Capone participation Fally Ipupa - Tour Eiffel (sur l'album No Comment)
- 2003 : Fally Ipupa - Ko-Ko-Ko-Ko (sur l'album Affaire d'état)
- 2004 : Koffi Olomidé participation Fally Ipupa - Essili (sur l'album Monde Arabe)
- 2006 : Fally Ipupa - Pharmacien (sur l'album Danger de mort)
- 2007 : KMS participation Fally Ipupa - Mambueni
- 2007 : Fally Ipupa participation Cindy Le Cœur - Le SIDA est là
- 2007 : Mokobé participation Fally Ipupa et Apocalypse - Malembé (sur l'album Mon Afrique)
- 2007 : Princess Lover participation Fally Ipupa et Mokobe - Viens On Va Danser (sur l'album Tous Mes Reves)
- 2007 : Bendo Son participation Fally Ipupa - Salaire Luvaka (sur l'album Face B)
- 2008 : Celeo Scram participation Fally Ipupa - Othothanasie (sur l'album Nzoto na nzoto)
- 2008 : Passi participation Fally Ipupa, Jacob Desvarieux, Youssoupha, Sheryl Gambo, Roga Roga, Mpassi et Le Collectif d'Assas - Désarmons Nos Cœurs
- 2009 : Teeyah participation Fally Ipupa - Bye Bye (sur l'album Mise A Nue)
- 2009 : Barbara Kanam participation Fally Ipupa - Noir et Blanc (sur l'album Karibu)
- 2009 : Francis Lalanne participation Fally Ipupa - L'égalité En Droit (sur l'album Ouvrir Son Cœur)
- 2010 : Innoss'B participation Fally Ipupa - Merci Maman
- 2010 : Lokua Kanza participation Fally Ipupa - Famille et Nakozonga (sur l'album Nkolo)
- 2010 : Doudou Copa participation Fally Ipupa et Soleil Wanga - Anniversaire
- 2010 : Youssoupha participation Fally Ipupa, Awa Imani, Manu Dibango et Jacob Desvarieux - Faites Passer Le Message
- 2010 : Montana Kamenga participation Fally Ipupa - Somnifere (sur l'album Conclusho Renverso)
- 2010 : ONE8 - Fally Ipupa - Hands Across The World ( Avec R.Kelly, 2Face, 4x4, Alikiba, Amani, JK, Movaizhaleine et Navio)
- 2011 : MJ30 participation Fally Ipupa - Tshobo (sur l'album Mastor)
- 2011 : J Martins participation Fally Ipupa - Jukpa
- 2011 : Jean Goubald participation Fally Ipupa - Pesa Ngai Valeur Na Ngai (sur le single Mwana Mpwo)
- 2012 : Loo Grant participation Fally Ipupa - La Vie Sans Toi
- 2012 : Flavour participation Fally Ipupa - Kwarikwa (Remix) (sur l'album Blessed)
- 2012 : Lynnsha participation Fally Ipupa - Ko Bosana Te (sur l'album Île et Moi)
- 2012 : JK participation Fally Ipupa - Dangerous
- 2013 : D'banj participation Fally Ipupa - We, the Best (sur le single Nous, les Meilleurs)
- 2013 : Pauline Maserati participation Fally Ipupa - C'est juste toi et moi
- 2013 : Leila Chicot participation Fally Ipupa - Mema Ngai (sur l'album Divinement Love)
- 2013 : Passi participation Fally Ipupa - Full Option (sur l'album Ère Afrique)
- 2013 : Jose Hendirx participation Fally Ipupa - Bella Signiorita
- 2013 : D-Black participation Fally Ipupa - I Like The Way You Move (sur l'album The Revelation)
- 2014 : ONE (African Stars) participation Fally Ipupa - Cocoa Na Chocolate (sur le single Do Agric, It Pays)
- 2014 : 2Face Idibia participation Fally Ipupa - Diaspora Woman (sur l'album The Ascencion)
- 2014 : Claudia Bakisa participation Fally Ipupa - Africa Dance (sur l'album Destiny)
- 2014 : Logobi GT participation Fally Ipupa - Marie Do
- 2014 : J. Ralph participation Fally Ipupa et Salif Keita et Youssou N'Dour - We Will Not Go (sur l'album Virunga)
- 2015 : Lino participation Fally Ipupa - Peuple qui danse (sur l'album Requiem)
- 2015 : Kozi participation Fally Ipupa - Espoir (sur l'album L'Homme À Abattre)
- 2016 : MHD participation Fally Ipupa - Ma vie (sur l'album MHD)
- 2016 : Capso participation Fally Ipupa - Feelin' Alright
- 2017 : Youssou N'Dour participation Fally Ipupa - Ban La (sur l'album Africa Rekk)
- 2017 : Dadju participation Keblack et Fally Ipupa - Trouvez-la moi (sur l'album Gentleman 2.0)
- 2017 : Kaysha participation Fally Ipupa - The Weekend (sur l'album African Prince)
- 2017 : Mohombi participation Fally Ipupa - Zonga Mama
- 2018 : Bruna Tatiana participation Fally Ipupa - Nao Vai Embora.
- 2018 : Naza participation Fally Ipupa - Je peux pas (sur l'album C'est la loi).
- 2018 : Alpha Blondy participation Fally Ipupa - Kanou (sur l'album Human Race).
- 2018 : Natacha participation Fally Ipupa - Duga.
- 2018 : Pape Diouf participation Fally Ipupa - Elle à moi.
- 2018 : M-Joe Zuka participation Fally Ipupa - Mbonge (sur l'album Remontada).
- 2018 : DJ Arafat participation Fally Ipupa - Biloko (sur l'album Renaissance).
- 2018 : Akon participation Fally Ipupa, Koffi Olomidé, Youssou N'Dour, C4 Pedro, Yvonne Chaka Chaka, 2Baba et Jah Prauzah - Song For Africa.
- 2019 : Ninho participation Fally Ipupa - À Kinshasa (sur l'album Destin).
- 2019 : Diamond Platnumz participation Fally Ipupa - Inama.
- 2019 : DJ Babs participation Fally Ipupa - Ye Yo (sur l'album L'Architecte).
- 2019 : Sidiki Diabaté participation Fally Ipupa - Ne Me Quitte Pas (sur l'EP Béni).
- 2019 : Stanley Enow participation Fally Ipupa - Love (sur l'album Stanley VS Enow).
- 2020 : Viviane Chidid participation Fally Ipupa - Yenn Sai (sur l'album Benen Level).
- 2020 : Singuila participation Fally Ipupa - Belle.
- 2020 : Gaz Mawete participation Fally Ipupa - C'est Raté.
- 2020 : Damso participation Fally Ipupa - Fais ça bien (sur l'album QALF)
- 2020 : Toofan participation Fally Ipupa - Ye Mama
- 2020 : Dadju participation Fally Ipupa - Jaloux Remix (sur l'album Poison ou Antidote Edition Miel Book)
- 2020 : Shan'L participation Fally Ipupa - Où est le mariage (sur l'album Eklektik 2:0)
- 2020 : Flavour participation Fally Ipupa et Tekno - Berna (sur l'album Flavour of Africa)
- 2021 : SDM participation Fally Ipupa - Droit De Véto (sur l'album Ocho)
- 2021 : DJ Mohgreen participation Fally Ipupa et Djodje - Baila
- 2021 : Magic System participation Fally Ipupa - Molo Molo
- 2021 : Bramsito participation Fally Ipupa - Je Veux Que Toi (sur l'album Substance)
- 2021 : Joé Dwèt Filé participation Fally Ipupa - Elle m'a trouvé (sur l'album Calypso)
- 2021 : Flavour participation Fally Ipupa et Diamond Platnumz - Berna Reloaded
- 2021 : Franglish participation Fally Ipupa - Est/Ouest (sur l'album Vibe)
- 2021 : Bianca Costa participation Fally Ipupa et Historia - Historia
- 2021 : Tayc participation Fally Ipupa - Suis-Moi (sur l'album Fleur froide - Second état : la cristallisation)
- 2021 : H Magnum participation Fally Ipupa - Solo (sur l'album Bansky)
- 2022 : Naza participation Fally Ipupa - Bisou (sur l'album Big Daddy)
- 2022 : Serge Ibaka participation Fally Ipupa - Mwana Popy (sur l'album Art)
- 2022 : Broederliefde participation Fally Ipupa - I Love You (sur l'album Strandje Aan De Maas)
- 2022 : Ommy Dimpoz participation Fally Ipupa - Mon Bébé (sur l'album Dedication)
- 2023 : Mokobé participation Fally Ipupa - Carré[116]
- 2023 : Julio Masidi participation Fally Ipupa - Diamant[117]
- 2024 : DJ Faya - Lelo[118]
- 2024 : Dadju & Tayc - Épouse-moi (sur l'album Héritage)
- 2024 : Landrick - Love (sur l'album Rei Do Kuyuyu)[119]
- 2024 : Bozi Boziana - Black La Belle[120]
- 2024 : Bozi Boziana - Black La Belle
- 2024 : Guy2Bezbar - Cortège (sur l’album Ambition II)
- 2024 : M. Pokora - Chez Toi, Chez Moi
- 2024 : Bien - Ma Chérie (Remix)
- 2024 : Alexis Ffrench - Soar (feat. Fally Ipupa & Kevin Olusa)
- 2024 : Oxlade - Ifa
- 2024 : KeBlack - A la vie à la mort (sur l'album Focus)
- 2025 : Damso - Grand Soleil  (feat. Fally Ipupa & 16 autres artistes)
- 2025 : Juicy P - Bolingo (sur l'album De Player A Player)
- 2025 : RCFA - Au Claire De La Lune (sur l'album Kinshoundi Premier)
- 2025 : Heuss l'Enfoiré - Masterclass
- 2025 : On se comprend (Musique originale inspirée du film "Indomptables") - Fally Ipupa, KLN, Merveille et Dany Synthé

## Récompenses et nominations

### Récompenses
- 2007 : Meilleur interprète masculin avec Droit Chemin aux Trophées des arts afro-caribéens[121]
- 2007 : Meilleur clip au Bénin
- 2007 : Artiste masculin de l'année en Côte d'Ivoire
- 2009 : En mai, il est la 5e personnalité la plus recherché sur yahoo.fr
- 2010 : 3 Ndule Awards en RDC : meilleur album (Arsenal de Belles Mélodies), meilleur clip (Chaise Électrique) et meilleure chanson (Délibération)[122]
- 2010 : Micro d'or, meilleur artiste d’Afrique centrale aux SoundCity Music Video Awards
- 2010 : 2 MTV Africa Music Awards (meilleur artiste francophone et meilleur clip vidéo (Sexy Dance))[123]
- 2011 : 2 Okapi Awards 2011 en RDC[124].
- 2011 : Trois trophées aux Moamas Awards (Artiste de l'année, Chanson la plus populaire de l'année pour Sexy Dance et meilleure chanson de l'année - Afrique Centrale)[125]
- 2013 : Meilleur artiste africain au Trace Urban Music Awards[126]
- 2014 : Meilleur artiste de l'Afrique centrale au Afrimma Awards 2014[127]
- 2015 : Prix spécial de l'intégration africaine en Côte d'Ivoire décerné par le ministère ivoirien de l'intégration africaine.
- 2015 : Star de l'année aux Ndule Awards[128]
- 2015 : Personnalité masculine africaine la plus influente de l'année 2015 par Africa Top Success Awards[129] :
- 2017 : Meilleur artiste francophone aux Afrimma[130]
- 2017 : Video de l'année avec Eloko Oyo aux Afrimma[130]
- 2017 : Meilleure collaboration de l'année avec Kiname aux HAPA Music Awards[130]
- 2017 : Artiste International de l'année aux Votes Planète Rap
- 2017 : Artiste Francophone de l'année aux WANA Music Awards
- 2017 : Meilleure audience de l'année ACOUSTIC TV5 Monde
- 2017 : 3e meilleure chanson de l'année avec Eloko Oyo BBC Afrique
- 2017 : Meilleure chanson de l'année avec Eloko Oyo Trace Africa
- 2017 : Meilleure collaboration Bad Boy et meilleur album Tokooos de l'année aux AfricanMoove Music Awards
- 2018 : Meilleure chanson d'Inspiration traditionnelle africaine de l’année aux Kunde Awards
- 2018 : Kunde spécial d'acteur culturel africain aux « Kunde Awards
- 2018 : Meilleur artiste francophone aux HAPAwards
- 2018 : Meilleur artiste d'Afrique aux Afrimma
- 2018 : Meilleur artiste d'Afrique Centrale aux Afrimma
- 2018 : Prix de leadership dans la musique aux Afrimma
- 2018 : Meilleur artiste d'Afrique centrale aux All Africa Music Awards - Afrima
- 2018 : Artiste francophone de l'année aux WANA Music Awards
- 2019 : Prix d'excellence aux RiseUp Diaspora Club Efficience
- 2019 : Artiste africain Canal 2'Or Act'12
- 2019 : Meilleur artiste de l'Afrique centrale aux Afrimma Awards 2019
- 2020 : Best Male Central Africa aux Afrimma Awards
- 2020 : Best francophone aux Afrimma Awards
- 2020 : Video of the Year (Gaz Mawete participation Fally Ipupa - C'est raté) aux Afrimma Awards
- 2020 : Best francophone aux Afrimma Awards
- 2020 : Best African Artist of the Year aux African Talent Awards
- 2021 : Artiste Afrique francophone Canal 2'Or Act'13
- 2021 : Meilleur artiste Afrique centrale aux All Africa Music Awards
- 2021 : Meilleur duo ou groupe en danse ou chorégraphie (Flavour - Berna participation Fally Ipupa et Diamond Platnumz) aux All Africa Music Awards
- 2021 : Meilleur artiste Afrique centrale aux Afrimma Awards
- 2021 : Meilleur clip vidéo (Flavour - Berna participation Fally Ipupa et Diamond Platnumz) aux Afrimma Awards
- 2021 : Best Francophone Artist aux African Entertainment Awards
- 2022 : Meilleur artiste francophone aux Afrimma Awards [131]
- 2022 : Meilleur Artiste de l'année de la RDC aux East Africa Arts Entertainment Awards (People's Choice)[132]
- 2022 : Meilleur artiste francophone aux African Entertainment Awards USA[133]
- 2022 : Meilleur artiste Afrique centrale / Ouest aux African Entertainment Awards USA[133]
- 2023 : Meilleur artiste d'Afrique centrale aux All Africa Music Awards[134]
- 2023 : Meilleur artiste africain masculin aux Afroca Music Awards[135]
- 2023 : Flamme exceptionnelle pour l'ensemble de sa carrière[136],[137]
- 2023 : Live Performance of the Year aux East Africa Arts Entertainment Awards
- 2023 : Best Francophone Sound Single avec "Bloqué" aux East Africa Arts Entertainment Awards
- 2023 : Best Francophone aux Affrimma Awards[138]
- 2023 : Lifetime Achievement Award aux Affrimma Awards[138]
- 2023 : Video of the Year aux Afrimma Awards - "Garde du Cœur" avec Charlotte Dipanda[139]
- 2023 : Best Male Francophone Song of the Year aux HAPA Awards
- 2023 : Best Live Performance aux Trace Awards[140],[141],[142],[143]
- 2023 : Meilleur Artiste de l'Afrique Centrale aux Jayli Awards[144],[145],[146],[147]
- 2023 : Meilleur Artiste de l'Année aux Jayli Awards[144],[148],[146],[147]
- 2024 : Meilleur Artiste de l'Afrique Centrale aux Jayli Awards[149],[150]

### Nominations
- 2007 : Best Soukous Entertainer aux International Reggae and World Music Awards
- 2010 : Artiste de l'année et meilleur artiste masculin aux MTV Africa Music Awards[151]
- 2011 : World Wide Act aux MTV Europe Music Awards[152]
- 2011 : Best International Act : Africa aux BET Awards[153].
- 2012 : Nostalgies Music Awards 2012.
- 2012 : Meilleur artiste africain aux MOBO Awards dans la catégorie[154]
- 2014 : Best Live Act aux MTV Africa Music Awards
- 2015 : Meilleur artiste africain aux BET Awards
- 2015 : Evolution Award aux MTV Africa Music Awards
- 2015 : Meilleur artiste d'Afrique centrale aux Afrimma
- 2017 : Meilleur artiste d'Afrique centrale aux Afrimma
- 2017 : Artiste de l'année aux Afrimma
- 2017 : AFRIMMA Video of The Year avec Eloko Oyo aux Afrimma
- 2017 : Meilleur collaboration avec Kiname (participation Booba) aux Afrimma
- 2017 : Chanson de l'année avec Eloko Oyo aux Afrimma
- 2017 : Meilleur artiste francophone aux Afrimma
- 2017 : Artiste de l'année aux Afrima (All African Music Awards)
- 2017 : Chanson de l'année aux Afrima (All African Music Awards) avec Eloko Oyo
- 2017 : Album de l'année aux Afrima (All African Music Awards) avec Tokooos
- 2017 : Meilleur artiste d'Afrique centrale aux Afrima (All African Music Awards)
- 2017 : Clip de l'année aux Afrima (All African Music Awards) avec Eloko Oyo
- 2017 : Artiste de l'année aux HAPA Awards
- 2017 : Chanson traditionnelle de l'année (Eloko Oyo) aux HAPA Awards
- 2017 : Collaboration de l'année (Bad Boy participation Aya Nakamura) aux HAPA Awards
- 2017 : Clip de l'année (Bad Boy participation Aya Nakamura) aux HAPA Awards
- 2017 : Chanson de l'année (Eloko Oyo) aux HAPA Awards
- 2018 : Best International Act aux BET Awards
- 2018 : Best African Act aux MTV Europe Music Awards
- 2019 : Best Male Central Africa aux Afrimma Awards
- 2019 : Artist of the Year aux Afrimma Awards
- 2019 : Best Live Act aux Afrimma Awards
- 2019 : Best Collaboration (Dimaond Platnumz participation Fally Ipupa - Inama) aux Afrimma Awards
- 2019 : Song of the Year (Dimaond Platnumz participation Fally Ipupa - Inama) aux Afrimma Awards
- 2019 : Video of the Year (Dimaond Platnumz participation Fally Ipupa - Inama) aux Afrimma Awards
- 2019 : Best francophone aux Afrimma Awards
- 2020 : Best Male Central Africa aux Afrimma Awards
- 2020 : Artist of the Year aux Afrimma Awards
- 2020 : Best Live Act aux Afrimma Awards
- 2020 : Video of the Year (Gaz Mawete participation Fally Ipupa - C'est raté) aux Afrimma Awards
- 2020 : Best francophone aux Afrimma Awards
- 2020 : Best Male Artist aux African Entertainment Awards USA
- 2020 : Best francophone Artist aux African Entertainment Awards USA
- 2020 : Best Male Central Africa aux African Entertainment Awards USA
- 2020 : Best francophone Act aux MTV Africa Music Awards
- 2020 : African Best Voice aux African Talent Awards
- 2021 : Meilleur artiste francophone aux Canal d'Or.
- 2021 : Meilleur artiste Afrique centrale aux All Africa Music Awards
- 2021 : Meilleur album de l'année avec Tokooos II aux All Africa Music Awards
- 2021 : Meilleur artiste de l'année aux All Africa Music Awards
- 2021 : Meilleure collaboration africaine de l'année avec Shan'L dans Où est le mariage aux All Africa Music Awards
- 2021 : Meilleur clip vidéo (Flavour - Berna participation Fally Ipupa et Diamond Platnumz) aux All Africa Music Awards
- 2021 : Meilleur duo ou groupe en danse ou chorégraphie (Flavour - Berna participation Fally Ipupa et Diamond Platnumz). aux All Africa Music Awards
- 2021 : Meilleure composition ou écriture (Fally Ipupa, Dadju, Julio Masidi et Guest Music - Un coup). aux All Africa Music Awards
- 2021 : Meilleur artiste Afrique centrale aux Afrimma Awards
- 2021 : Best Live Act aux Afrimma Awards
- 2021 : Meilleur artiste de l'année aux Afrimma Awards
- 2021 : Meilleure collaboration africaine de l'année (Flavour - Berna participation Fally Ipupa et Diamond Platnumz) aux Afrimma Awards.
- 2021 : Meilleur clip vidéo (Flavour - Berna participation Fally Ipupa et Diamond Platnumz) aux All Afrimma Awards
- 2021 : Best Male Artist Central Africa aux African Entertainment Awards USA
- 2021 : Best francophone Artist aux African Entertainment Awards USA
- 2021 : Best Music Video (Flavour - Berna participation Fally Ipupa et Diamond Platnumz) aux African Entertainment Awards USA
- 2022 : Artist of the Year (Africa) aux Urban Music Awards UK[155]
- 2022 : Best Central African Artist of the Year aux Headies Awards
- 2022 : Best International Act aux BET Awards[156]
- 2022 : Best Male artiste Central Africa aux All Africa Music Awards[157]
- 2022 : Best artist, Duo or Group in African Contemporary aux All Africa Music Awards[157]
- 2022 : Meilleur artiste Afrique centrale aux Afrimma Awards[158]
- 2022 : Best Live Act aux Afrimma Awards[158]
- 2022 : Meilleur artiste de l'année aux Afrimma Awards[158]
- 2022 : Meilleur artiste francophone aux Afrimma Awards[158]
- 2022 : Meilleur Artiste Francophone aux African Entertainment Awards USA[159]
- 2022 : Meilleur Artiste Afrique Centrale / Ouest aux African Entertainment Awards USA[159]
- 2023 : Morceau Afro ou d'Inspiration Afro de l'année aux Flammes Awards avec "Par Terre" (Colors Show)[160]
- 2023 : Meilleur Artiste de l'année de l'Afrique Centrale - The Headies[161],[162]

2023: Meilleur artiste de l'année  et prix du meilleur artiste d'Afrique Centrale- Jayli Awards 2023  à Abidjan

## F'Victeam Entertainment "Les Warriors" (depuis 2006)

### Chanteurs/Chanteuses
- Atele Kunianga - depuis 2006 (Chef d'Orchestre)
- Junior Motukwa - depuis 2007
- Junior Elias - depuis 2007
- Dady Masudi - depuis 2007
- Nathan Munkala - depuis 2007
- Djino Losua - depuis 2007
- Youssouf El Piano - depuis 2009
- Maïko Mbula - depuis 2011
- Ping Pong Batuseka - depuis 2011
- Dartagnan Mokawa - depuis 2014
- Jonathan Wenzi - depuis 2014
- Emany Macron - depuis 2017
- Heritier Nkoni - depuis 2019
- Chimelle Folo - depuis 2022

### Animateurs
- Dubaï Bel-Air - depuis 2006
- Baby Tangofort - depuis 2011
- Identité Boloké - depuis 2012
- Paolo Standard - depuis 2012

### Guitaristes et bassistes
- Zagalo Liccompa (rythmique) - depuis 2006
- Serge Liaki (mi-solo, rythmique) - depuis 2006 (Directeur Artistique)
- Willy Zola (mi-solo, solo) - depuis 2007 (Chef de Discipline)
- Wallo Liyeye (basse) - depuis 2007
- Felly Tyson (solo, mi-solo, rythmique) - depuis 2011 (Vice-Président)
- Fridolin Boliti (rythmique, mi-solo, solo) - depuis 2012
- Barhmy Bass (basse) - depuis 2015
- Siméon solo (solo, mi-solo) - depuis 2020

### Percussionnistes
- Choumen Lunguila - depuis 2006
- Mata Mbonda - depuis 2013

### Batteurs
- Arnaud Madruma - depuis 2007
- Franck Kapaya - depuis 2010
- Strax Drum - depuis 2015
- Internet Tempo - depuis 2018

### Synthétiseurs
- Alex Shua - depuis 2015
- Riguen Synthé - depuis 2020

### Danseuses
- Guyautte Ngimbi - depuis 2020 (Cheftaine)
- Delphine Bola - depuis 2022
- Magalie Libanaise - depuis 2022
- Alice Kamesa La Choupette - depuis 2022
- Gemima Ozil - depuis 2022
- Aline Toto - depuis 2024

### Artistes et labels ayant signé avec le label
- Boogie Black
- DJ Master Virus
- El Weezya Fantastikoh